# 马继业

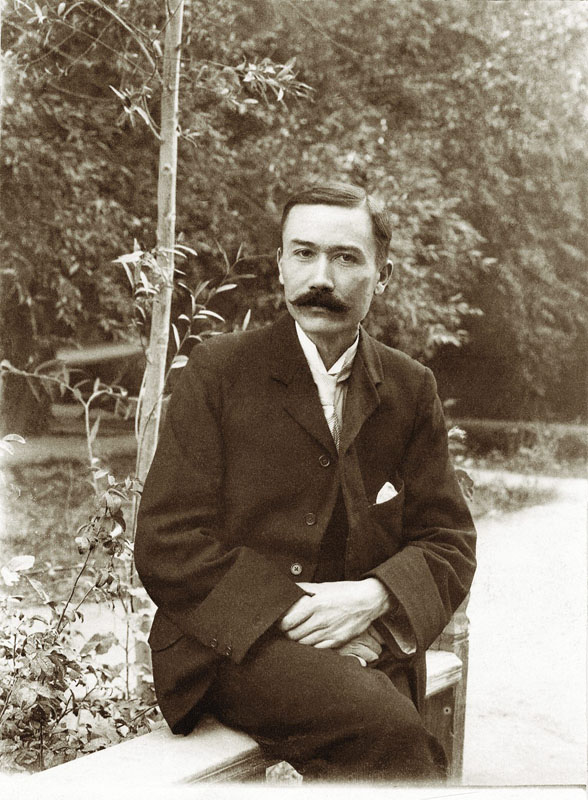
马继业（马尔克·奥莱尔·斯坦因摄于1900年或1901年）

馬繼業爵士，KCIE（Sir George Macartney，1867年1月19日—1945年5月19日），原英国驻喀什噶尔总领事。他出生于南京，是中英混血儿，父亲为大清驻英使节马格里，并且还与曾经出使中国的乔治·马戛尔尼伯爵来自同一家族。母亲则是太平天国纳王郜云官的女儿（一说为侄女）。马继业有极好的语言天赋，能流利使用英语、汉语、法语，还会俄语、德语、波斯语、印地语和土耳其语。
1886年他毕业于法国大学。1889年，进入英属印度政府任职。第二年，他被派到喀什噶尔担任游历官，还是当时英属印度外交官荣赫鹏的翻译兼随员。1891年荣赫鹏返回印度，马继业被留在喀什噶尔照顾英属印度商人的利益并监视沙俄在喀什米尔边境的活动。很长一段时间马继业的地位含混不清，起初其头衔是“英国驻克什米尔公使的中国事务特别助理”。1895年趁甲午战争中国有求于英国，英国在喀什噶尔设立游历官并任命马继业担任。
1908年英国要求清政府把驻喀什游历官改为英国驻喀什领事馆，马继业被任命为英国驻喀什领事。1911年领事馆升为英国驻喀什总领事馆后，他又升为首任总领事。此时总领馆有领员16人。新疆英侨英商分布在13个县1257户3087人，其中真正英国公民屈指可数，为传教士、探险家；其余均为印度人、巴基斯坦人、克什米尔人及冒充外籍避税的本地商人。1913年被授予KCIE勳銜。
1918年8月退休，由埃瑟顿接任。
马继业在喀什期间大量收购古代文物。